# Contadini presso un acquedotto in rovina
Contadini presso un acquedotto in rovina è un dipinto di Nicolaes Berchem. Eseguito alla fine degli anni cinquanta del seicento, è conservato nella National Gallery di Londra.

## Descrizione
Si tratta di una scena di genere tipica dello stile degli italianates, di cui Berchem fu rappresentante: l'ambientazione è italiana, molto probabilmente romana, e la composizione potrebbe essere basata su schizzi e disegni che il pittore eseguì nei suoi soggiorni in Italia. L'opera è piuttosto simile a un altro dipinto del medesimo autore, conservato al Rijksmuseum di Amsterdam.